# جنيوس

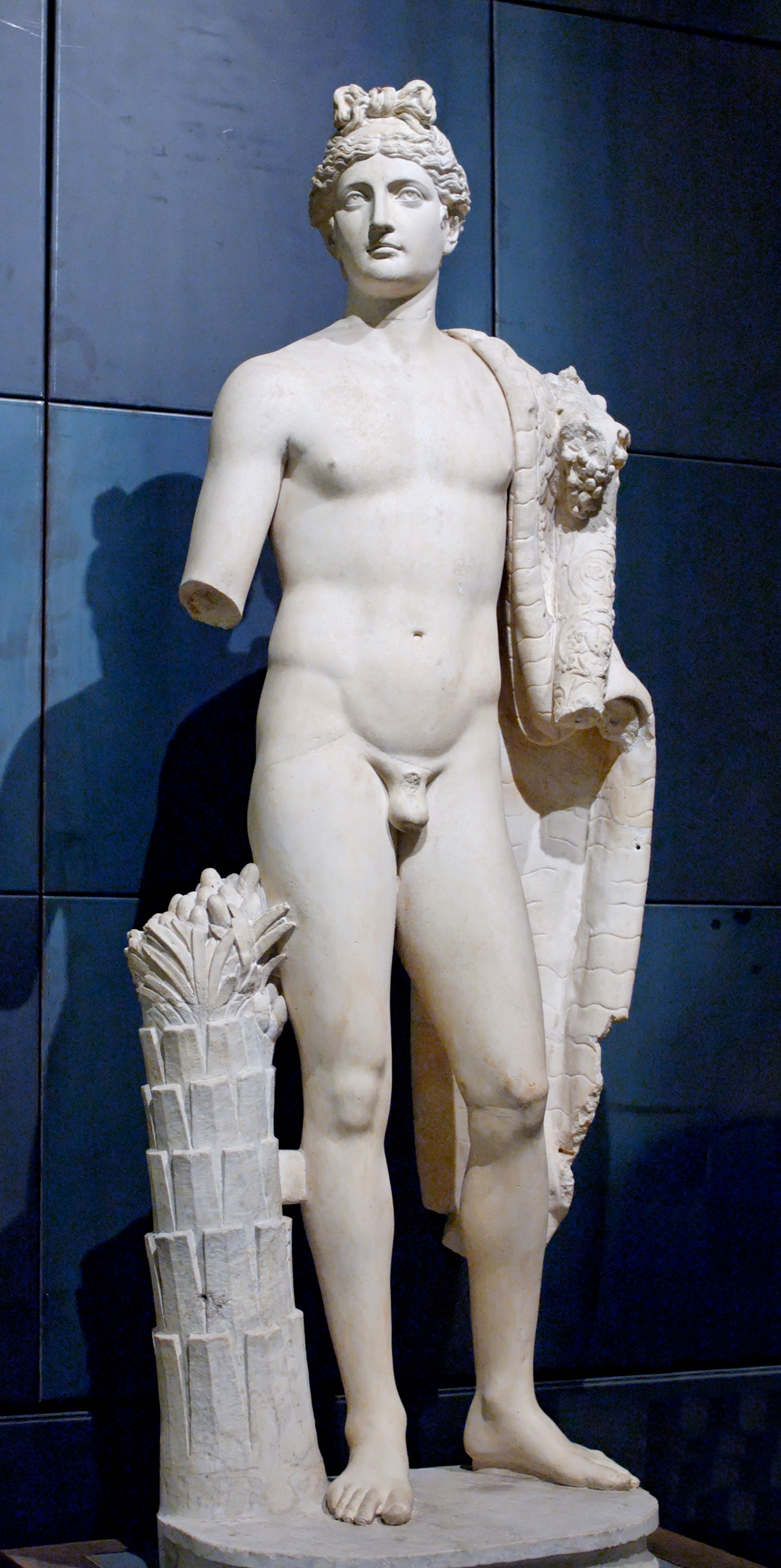
جنيوس الإمبراطور دوميتيان مع قرن الوفرة وإيجيس. متحف الكابيتول ، روما

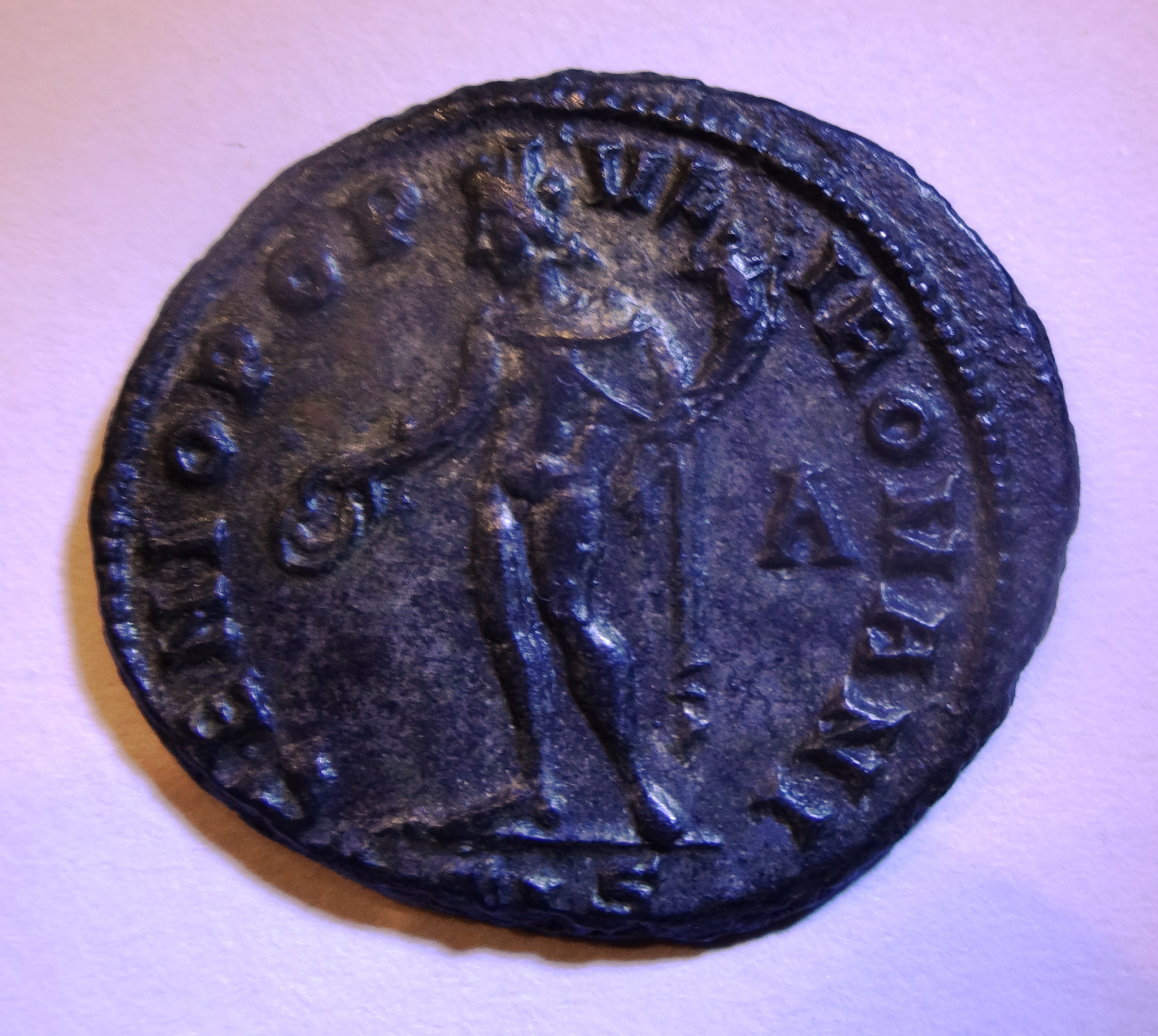
جينو بوبولي روماني على فلس لديوكلتيانوس ، ظهر العملة

كان الجنيوس (باللاتيني جنيوس Genius وتجمع جني Genii) في الدين الروماني ، الروح الحارسة الشخصية للإنسان وكانت تمثل شخصيته، وتحديد مصيره، ولا سيما قدرته على الإنجاب. مع وفاة الرجل ينتهي الجني.
في الأصل، كان الجنيون أرواح الأجداد التي تقوم بحراسة أحفادها. من هذه الأرواح تطورت الأرواح الحارسة الشخصية، التي يضحى لها ويأمل منها المساعدة والإلهام في مواقف الحياة الصعبة. كان عيد الجني هو عيد ميلاد حامله.
بما أن الجينوس تم فهمه كنوع من مبدأ فاعلية، صار من الممكن أن يكون لتجمعات مثل الفرق والوحدات العسكرية، ولكن أيضا الأماكن (مواضع الجنيوس)، والمقاطعات والمدن والأسواق والمسارح، جنيوس كذلك. ومن هذا إلى جنيوس روما الشامل (Genius urbis Romae أو Genius populi Romani) هي مجرد خطوة واحدة. في العبادة الإمبراطورية أخيرًا، كان يعبد جنيوس أوغسطي.

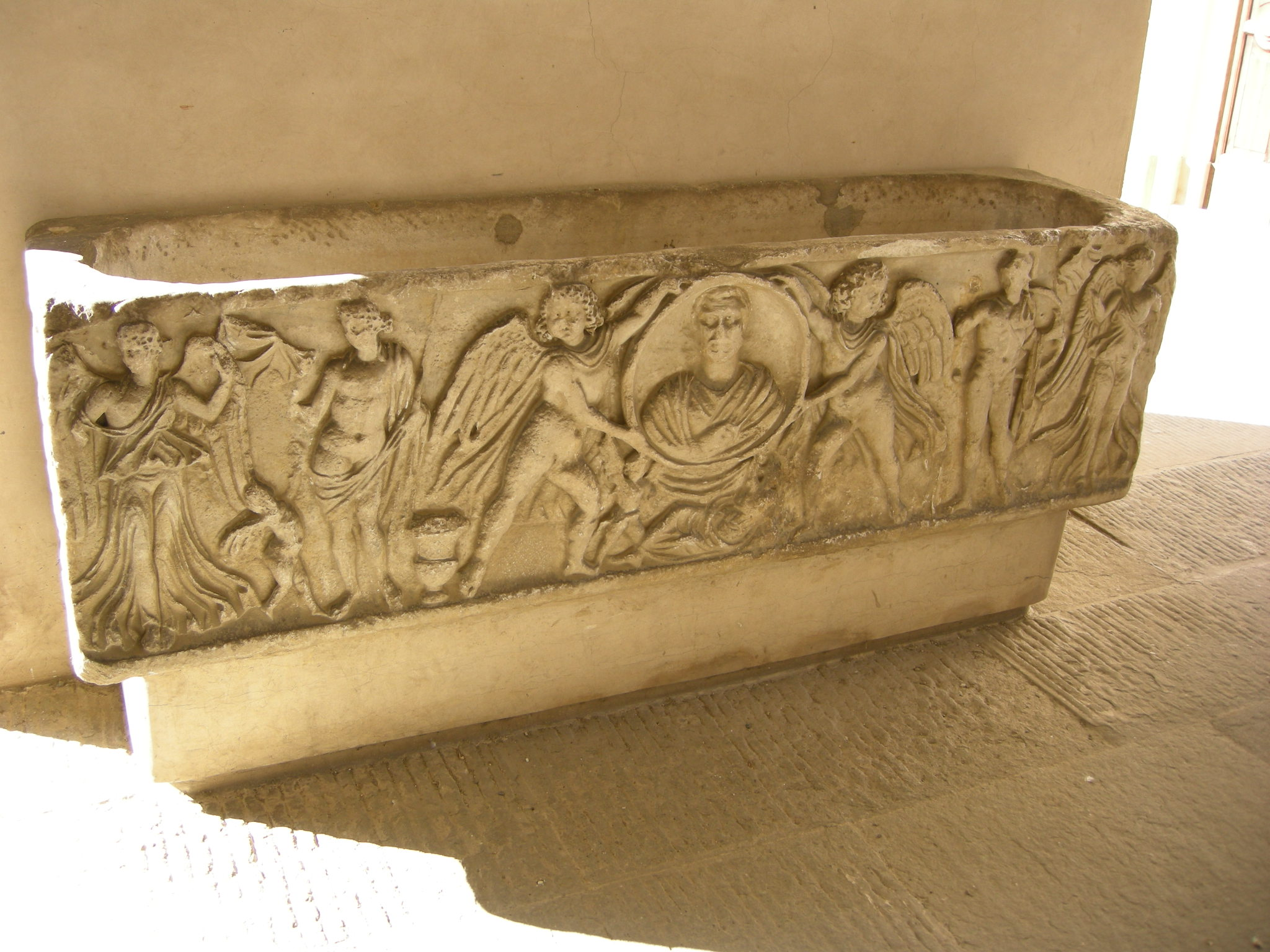
جينيون يمثلون صورة المتوفى

جنيوس يقابل في اللغة الآرامية جنيا وتصوت جِنّايا. كانت هذه أرواح حراسة مشابهة في شمال الجزيرة العربية، يُعتقد أنها كائنات بشرية وغالبًا ما يتم تناولها كزوج. في ذلك الوقت، كانت مشابهة لفكرة الجن العربية. يشير كلا المصطلحين في الأصل إلى آلهة كاملة، حيث كانا يعبدان على هذا النحو أو على الأقل كملائكة خادمة وحامية. ونعت شبب (جوار، قريب) يشير إلى وظيفة الحراسة للجن. تحت تأثير الإسلام تراجعت مرتبة الجن إلى أشباح ذات فائدة قليلة.
كان الجنيوس يصور عادةً ملتحياً (في أوقات متأخرة أيضًا كصبي)، عاري الصدر، مع قرن الوفرة، وعادةً مع وعاءًا للتضحية. غالبًا ما يظهر موضع الجنيوس على شكل ثعبان. في الفن الروماني، يصور الجني أيضًا ككائنات مجنحة.
الجنيون الذكور يتوافق مع الأنثى جونو. الجنيوس الروماني يتوافق مع دايمون daimon اليوناني.

## أدب
- Werner Eisenhut: في: ليتل باولي (KlP). المجلد 2، شتوتغارت 1967، Sp.   741   و.
- فيلهلم فريدريش هيرمان راينولد: من الجنيس. فريدمان كريستوف هارتمان، مينينجين 1768.
- ويندلين شميت دينغلر: عبقرية. على تأثير الأساطير القديمة في عصر جوته. Beck، Munich 1978، ISBN 3-406-03916-2 .